# Joseph Maclay (2e baron Maclay)
Joseph Paton Maclay, 2e baron Maclay (31 mai 1899 - 7 novembre 1969), est un banquier écossais, armateur, pair et homme politique libéral.

## Famille et éducation
Maclay est le fils aîné survivant de Joseph Paton Maclay (1er baron Maclay), et de son épouse Martha Strang, ses deux frères aînés sont décédés pendant la Première Guerre mondiale. John Maclay (1er vicomte Muirshiel), est son frère cadet. Lord Maclay épouse Nancy Margaret, fille de Robert Coventry Greig, en 1936. Leur mariage a lieu à l'Abbaye de Paisley. Il fait ses études au Fettes College, à Édimbourg et au Trinity College, à Cambridge. Il est décédé à l'hôpital en novembre 1969, à l'âge de 70 ans, et un service commémoratif a lieu pour lui dans la cathédrale de Glasgow. Il est remplacé dans la baronnie par son fils aîné Joseph.

## Carrière dans les Affaires
Maclay se lance dans le secteur de la navigation et devient président de la société que son père a créée, Maclay et McIntyre de Glasgow. Il est président de la Chambre de la marine marchande du Royaume-Uni, 1946–47, président du Conseil général de la marine britannique, 1946–47 et Lord Dean of Guild, Glasgow, 1952–54. En février 1947, il préside la Conférence internationale sur la navigation à Londres. Il est administrateur de la Midland Bank et président de la Clydesdale Bank.

## Carrière politique
Il est élu à la Chambre des communes comme député de Paisley en 1931, un siège qu'il occupe jusqu'aux élections générales de 1945. En 1951, il succède à son père dans la baronnie et entre à la Chambre des lords. Maclay est un libéral en appui au gouvernement national et au premier ministre Ramsay MacDonald. Lorsque le Parti libéral dirigé par Herbert Samuel se retire de la coalition en novembre 1933, Maclay refuse de passer dans l'opposition avec Samuel. Cependant, il ne semble jamais avoir pris le whip du Parti national libéral, le groupe au Parlement dirigé par John Allsebrook Simon. Aux élections générales de 1935, il est réélu à Paisley comme libéral, bien que, comme en 1931, il n'ait pas eu d'adversaire conservateur. Lors du vote crucial qui suit le débat sur la Norvège du 8 mai 1940 qui conduit à la chute de Neville Chamberlain, il est l'un des deux seuls libéraux à soutenir le gouvernement (l'autre est Gwilym Lloyd George). Malgré cela, ses relations personnelles avec Herbert Samuel ont dû rester cordiales car il est invité par Samuel à l'accompagner à une conférence de l'Institut des relations du Pacifique tenue à Banff au Canada pendant les vacances d'été de 1933 pour être secrétaire privé honoraire et avant la conférence, ils marchent ensemble dans la campagne boisée autour de Lac Louise.
Pendant la Seconde Guerre mondiale, Maclay suit des traces de son père pendant la Grande Guerre, lorsqu'il est nommé chef du convoi et de la liaison avec l'amirauté au ministère des Transports de guerre entre 1943 et 1945.